# ألان فورد (مهندس معماري)
ألان فورد (بالإنجليزية: Alan Ford)‏ هو مهندس معماري أمريكي، ولد في 20 ديسمبر 1952 في Travis Air Force Base ‏ في الولايات المتحدة.